# Harry Blackmun
Harry Andrew Blackmun, né le 12 novembre 1908 – mort le 4 mars 1999, est un juriste américain. Il a été juge assesseur de la Cour suprême des États-Unis de 1970 à 1994. Nommé par Richard Nixon, Blackmun est devenu l'un des juges considérés comme les plus libéraux de cette cour.
Blackmun est surtout connu pour la rédaction de l'arrêt Roe v. Wade, qui interdit plusieurs restrictions législatives de l'avortement aux États-Unis.

## Biographie
Harry Blackmun naît le 12 novembre 1908 à Nashville (Illinois), fils de Theo Huegely (Reuter) et Corwin Manning Blackmun. Trois ans après sa naissance, son jeune frère Corwin Manning Blackmun Jr., meurt peu après sa naissance. Sa sœur Betty naît en 1917.
Blackmun grandit à Dayton's Bluff (en), un quartier de Saint Paul (Minnesota), ou son père possède un petit commerce.
Il obtient un diplôme de la faculté de droit de Harvard en 1932, puis pratique le droit à Minneapolis–Saint Paul, représentant des clients tels Mayo Clinic.
En 1959, Blackmun est nommé à la cour d’appel des États-Unis pour le huitième circuit par le président Dwight D. Eisenhower. Plus tard, il est désigné comme remplaçant d'Abe Fortas à la cour suprême par Richard Nixon. Blackmun prend sa retraite lors du mandat de Bill Clinton. Il est remplacé par Stephen Breyer.
En plus de Roe v. Wade, Blackmun est connu pour son travail sur Bates v. State Bar of Arizona (en), Bigelow v. Commonwealth of Virginia (en) et Stanton v. Stanton (en). Il formule des dissensions notables dans Furman v. Georgia, Darden v. Wainwright, Bowers v. Hardwick et DeShaney v. Winnebago County (en).